# Vlaams Blok
El Vlaams Blok fou un partit polític flamenc fundat als anys 70. Propugnava la independència de Flandes, si bé era també conegut per la seva forta oposició a la immigració. L'any 2004 va ser il·legalitzat després d'una condemna per racisme a un tribunal de Gant. Va seguir el seu llegat el Vlaams Belang.
El seu lema era Eigen Volk Eerst ("(el) Propi Poble Primer"). El president del VB és Frank Vanhecke.

## Programa polític
- Autodeterminació de la nació flamenca per tal de formar un nou estat.
- Oposició a l'ingrés de Turquia a la Unió Europea.
- Inicialment advocava per l'expulsió de tots els immigrants de Bèlgica que no s'integressin, malgrat que en l'actualitat els seus líders afirmen que es conformarien que aprenguessin el neerlandès i assimilessin els constums flamencs, tot i que, per exemple, consideren el vel islàmic com a suficient motiu d'expulsió.
- Eliminar el brutal dèficit fiscal anual (12.000 milions d'euros/any, any 2005) amb Valònia que permetria millorar substancialment les pensions.

És un partit de dretes, fortament conservador, independentista, republicà.

## Representació institucional
Al Parlament Europeu forma part d'Identitat, Tradició i Sobirania. Va obtenir el 24,2% dels sufragis a les eleccions municipals del 24 de juny de 2004.

## Líders del VB
- Gerolf Annemans
- Lode Claes
- Frank Vanhecke
- Filip Dewinter
- Karel Dillen
- Koen Dillen, hijo de Karel Dillen
- Roeland Raes
- Yves Buysse